# Vitry-sur-Seine

Położenie Vitry-sur-Seine w ramach aglomeracji paryskiej

Vitry-sur-Seine (wymowaⓘ) – miejscowość i gmina we Francji, w regionie Île-de-France, w departamencie Dolina Marny. Przez miejscowość przepływa Sekwana.
Według danych na rok 1990 gminę zamieszkiwało 82 400 osób, a gęstość zaludnienia wynosiła 7061 osób/km² (wśród 1287 gmin regionu Île-de-France Vitry-sur-Seine plasuje się na 8. miejscu pod względem liczby ludności, natomiast pod względem powierzchni na miejscu 293.).

## Współpraca
- Burnley, Wielka Brytania

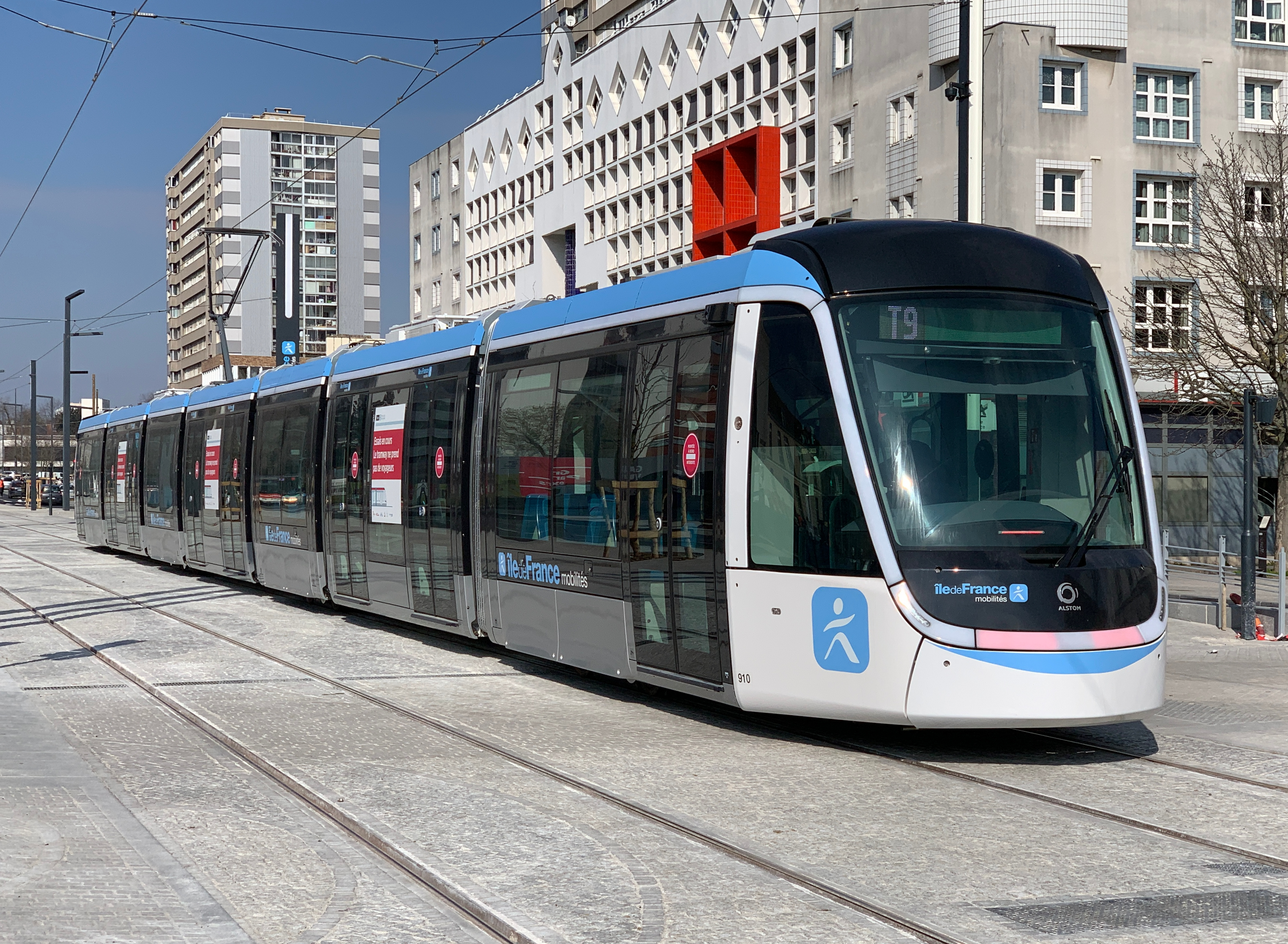
Tramwaj w Vitry-sur-Seine

- Kladno, Czechy
- Miśnia, Niemcy